# Etnopsichiatria
L'etnopsichiatria è un ramo critico della psichiatria che si occupa di studiare e di classificare i disturbi e le sindromi psichiatriche tenendo conto sia dello specifico contesto culturale in cui si manifestano, sia del gruppo etnico di provenienza o di appartenenza del paziente. In particolare, essa è la disciplina che mette in risalto la specificità di certi disturbi strettamente collegati all'ambiente culturale di insorgenza e non riducibili a categorie psichiatriche universalmente riconosciute o condivise. Tale approccio scientifico è considerabile una forma di etnoscienza nel momento in cui tenta di comprendere il punto di vista emico delle popolazioni rispetto alle condizioni psichiatriche prese in esame.

## Etimologia
Il vocabolo è costituito da tre parole di origine greca éthnos, che può significare famiglia, razza, ma anche territorio; psyché, parola traducibile con spirito o soffio vitale; iatréia, ovverosia l'attività tramite la quale ci prendiamo cura di qualcuno o di qualcosa.

## Origini e storia
È stata chiamata anche con altre definizioni, quali psichiatria transculturale o culturale oppure comparativa. Si è diffusa nel secondo dopoguerra, intorno agli anni 1950. 
L'etnopsichiatria è una scienza interdisciplinare, che dialoga costantemente con l'antropologia, la sociologia e l'etnologia, dato che tutte queste discipline indagano i gruppi umani e culturali con gli strumenti necessari per coglierne gli aspetti variegati e compositi.
Le origini risalgono ai contatti tra i coloniali europei e gli indigeni, quando oltre all'intervento dei medici, necessario per curare malattie infettive, venne richiesto l'ausilio degli psichiatri, a causa del rilevamento di disturbi psichici manifestati dagli indigeni.

I primi psichiatri fondarono i manicomi e iniziarono a catalogare i vari sintomi riscontrati, dai pensieri magici ai deliri, commettendo l'errore di distorcere le valutazioni effettuate a causa dei pregiudizi, delle banalizzazioni e di una generale sottovalutazione della cultura locale.
Dopo la fine della seconda guerra mondiale, grazie alla fine del colonialismo, a un accrescimento di consapevolezza dei movimenti indigeni, a mutati strumenti di critica da parte degli europei, le indagini sulla cultura indigena divennero maggiormente obiettive e rispettose.
Lo psichiatra Frantz Fanon nel 1952 scrisse un saggio sull'alienazione razziale e coloniale, descritta a partire dalla propria esperienza in Martinica e in Francia, e fondata su un'originale analisi critica della letteratura, della filosofia, della psicoanalisi e della psichiatria di quegli anni.
Nel 1954 lo psichiatra nigeriano Thomas Adeoye Lambo inaugurò una struttura sanitaria aperta sia alle terapie occidentali, sia alla medicina tradizionale africana, tentando di valorizzare alcuni elementi culturali locali, per agevolare la cura dei malati.
Un terzo esempio di etnopsichiatria fu condotto in Senegal dallo psichiatra francese Henri Collomb, che per vent'anni, a partire dal 1958, ristrutturò il manicomio di Fann, nel quale cercò di condividere le esperienze e i riti con i guaritori africani, traducendo i loro messaggi culturali in elementi di psicologia, riconoscendo il valore e l'alterità dei pazienti senza negarli e annullarli.
Il regolamento prevedeva un membro della famiglia da affiancare al paziente, e con qualche anno in anticipo rispetto all'esperienza di Franco Basaglia, istituì degli incontri bisettimanali fra medici, pazienti, parenti e semplici osservatori che, tra una bevuta e un pasto, discutevano i problemi dell'ospedale e dei pazienti. Questo centro divenne meta di pellegrinaggio da parte di giornalisti, medici, antropologi, etnologi di varie nazionalità che confluirono nella prestigiosa rivista francofona Psychopathologie Africaine.
Un contributo importante è stato fornito da Georges Devereux nei Saggi di etnopsichiatria generale (1970) in cui espone il concetto di disturbo etnico che trova riscontro nel DSM-IV come sindrome socialmente caratterizzata.

## In Italia
Un esempio paradigmatico di studio etnopsichiatrico è costituito dalla ricerca interdisciplinare condotta dall'antropologo Ernesto de Martino, negli anni cinquanta, sul fenomeno del tarantismo in Salento, sulla magia cerimoniale in Lucania, sull'elaborazione rituale, singola e collettiva, del lutto.
Lo stesso De Martino la ribattezzò psichiatria culturale e la descrisse come quella disciplina che si occupa dei disordini mentali in relazione al loro condizionamento culturale e sociale, focalizzando la questione del nesso tra disturbi psichici e simbolismo mitico-rituale, la cui funzione è vista come catartica e in grado, attraverso quella che egli definisce "destorificazione istituzionale", di realizzare una reintegrazione terapeutica della persona sofferente.L'etnopsichiatria italiana, assumendo la prospettiva di Ernesto de Martino, ha sempre più spesso rivolto la propria attenzione alle dimensioni storiche (e non solo culturali), guardando alle politiche della diagnosi in qualsivoglia contesto, anche “tradizionale”, e alla condizione dei gruppi subalterni e oppressi che alla cultura ricorrono come memoria e come strategia di resistenza.